# Krasnogorskoje (Region Altai)
Krasnogorskoje (russisch Красного́рское) ist ein Dorf (selo) in der Region Altai (Russland) mit 5993 Einwohnern (Stand 14. Oktober 2010).

## Geographie
Der Ort liegt etwa 200 km Luftlinie südöstlich des Regionsverwaltungszentrums Barnaul und 70 km ostsüdöstlich von Bijsk in den nördlichen Ausläufern des Altai, der dort Mittelgebirgscharakter trägt und östlich des Ortes Höhen von etwa 700 m erreicht. Er befindet sich an der Einmündung der Barda in die Tschapscha, die wiederum 8 km südlich in den rechten Katun-Nebenfluss Ischa mündet.
Krasnogorskoje ist Verwaltungssitz des Rajons Krasnogorski sowie Sitz der Landgemeinde Krasnogorski selsowet, zu der neben dem Dorf Krasnogorskoje noch die Dörfer Kaltasch und Werch-Kascha sowie die Siedlungen Irtyschkino, Iwanowka, Jegona, Karagaika, Tschapscha und Uschlep gehören.

## Geschichte
Das Dorf wurde 1811 gegründet und hieß zunächst nach dem Fluss Barda, später Staraja Barda („Alt-Barda“). 1924 wurde es Zentrum des Starobardinski rajon. 1960 erfolgte die Umbenennung von Dorf und Rajon in Krasnogorskoje beziehungsweise Krasnogorski (von russisch krasny für rot und gory für Berge, Gebirge).

### Bevölkerungsentwicklung
| Jahr | Einwohner |
| ---- | --------- |
| 1939 | 4281      |
| 1959 | 3934      |
| 1970 | 4312      |
| 1979 | 5783      |
| 1989 | 6551      |
| 2002 | 6756      |
| 2010 | 5993      |

Anmerkung: Volkszählungsdaten

## Verkehr
Straßenanbindung besteht zur etwa 25 km westlich dem rechten (östlichen) Ufer des Katun folgenden Fernstraße M52 Tschuiski trakt, die Nowosibirsk vorbei an Barnaul, über Bijsk und vorbei an der Hauptstadt der Republik Altai Gorno-Altaisk mit der mongolischen Grenze bei Taschanta verbindet. Von Krasnogorskoje weiter nach Norden führt eine Lokalstraße, die den links der Bija gelegenen Teil des Rajons erschließt.